# Phạm Thị Hằng
Phạm Thị Hằng (1 de octubre de 1994) es una deportista vietnamita que compitió en taekwondo. Ganó una medalla de bronce en el Campeonato Asiático de Taekwondo de 2014 en la categoría de –57 kg.

## Palmarés internacional
| Campeonato Asiático | Campeonato Asiático  | Campeonato Asiático | Campeonato Asiático |
| Año                 | Lugar                | Medalla             | Categoría           |
| ------------------- | -------------------- | ------------------- | ------------------- |
| 2014                | Taskent (Uzbekistán) | Medalla de bronce   | –57 kg              |